# زیردریایی کلاس آساشیو
سابمارین کلاس آساشیو (به انگلیسی: Asashio-class submarine) یک کلاس از زیردریایی است که طول آن ۸۸ متر (۲۸۸ فوت ۹ اینچ) می‌باشد.